# Synaptotanais notabilis
Synaptotanais notabilis är en kräftdjursart som beskrevs av Jürgen Sieg och Winn 1981. Synaptotanais notabilis ingår i släktet Synaptotanais och familjen Tanaidae. Inga underarter finns listade i Catalogue of Life.